# Maison des Consuls (Riom)
Pour les articles homonymes, voir Maison des Consuls.
La Maison des Consuls est un hôtel particulier du début du XVIe siècle composé d'une série d'édifices de style renaissance et situé dans le centre-ville de Riom, en Auvergne.

## Localisation
L'édifice est situé en centre-ville de Riom au croisement des rues de l'Hôtel de Ville (ancienne rue de la Vieille-Draperie) et de la rue Croisier (ancienne rue de la Vieille-Monnaie).

## Présentation
En dépit de son nom, cette maison n'a pas été construite par les consuls de Riom. Ce nom n'apparaît qu'en 1870.
Au XVIIe siècle, la maison appartenait aux Dubois, trésoriers de France, officiers contrôleurs des finances et conseillers au présidial,. La maison apparaît pour la première fois dans les textes à la fin du XVIIIe siècle comme maison de Marguerite Dubois de Macholles, veuve de Pierre-Amable Soubrany. Le chirurgien Ducher l'acquiert de ses héritiers. En 1803 il a écrit que la « tradition comme ayant l'habitation des chanceliers des anciens ducs d'Auvergne ». Les héritiers de Marguerite Dubois de Macholles ont vendu la maison en plusieurs lots, ce qui a entraîné des modifications de la façade sur la rue Croisier et les élévations sur cour.
En dehors de témoignages sur la construction ou le premier propriétaire de la maison, c'est le décor de la maison qui peut donner des indices. La façade montre plusieurs écus. Seules sept armoiries sur les quatorze sont encore lisibles. Chacune des trois lucarnes porte un écu qui sont entourés du collier de l'ordre de Saint-Michel selon un dessin imposé par François Ier en 1516. Un premier est celui de François Ier, le deuxième est celui du duc de Bourbon, le troisième est très endommagé. Le blason du duc de Bourbon semble montrer que cette lucarne a été réalisée avant sa trahison, en 1523, et sa mort à Rome, en 1527. Une autre armoirie représente « trois cloches posées deux et une, un chevron et un croissant au point du chef ». Émile Clouard pense que c'est le sceau de l'ancienne prévôté qu'il a vu dans une lettre concernant le voyage de Charles IX et Catherine de Médicis, entre 1564 et 1566, et signée Dubourg. Bénédicte Renaud relie cette armoirie à Jacques Dubourg ou du Bourg, fils d'Étienne Dubourg (†1557), seigneur de Ceilhoux, maître des requêtes ordinaire de la reine, contrôleur général des finances à Riom, et d'Anne Mosnier, neveu d'Antoine du Bourg, chancelier de France, frère d'Anne du Bourg, exécuté comme réformé, et d'Antoine du Bourg, seigneur de Malauzat marié le 21 avril 1527 à Isabeau de Cériers, fille d'Amable de Cériers, seigneur de Cériers-lez-Riom, qui a construit l'hôtel de Cériers et de Jeanne Robertet. Antoine du Bourg est mentionné en 1551 comme procureur du roi en la sénéchaussée et siège présidial de Riom. Jacques du Bourg est mentionné comme président et lieutenant général d'Auvergne. Il s'est marié vers 1550 avec Anne Brandon et, en 1571, avec Anne de Cériers. Une dernière armoirie se voit sur une clé de voûte au rez-de-chaussée et deux pilastres du premier étage montrant un sautoir accompagné de quatre étoiles, mais qui n'a pu être rattaché à aucune personne.
Le troisième écu non lisible sur une lucarne a été relié à Louis XII par Georges Desdevises du Dézert et Louis Bréhier, en 1932. Louis XII était le beau-frère d'Anne de France, mère de Suzanne de Bourbon qui était mariée au connétable de Bourbon.
Des travaux d'archéologie de la construction ont été réalisés en 2002 au sein du bâtiment. Une étude dendrochronologique du bois et les travaux en résultants ont permis de dater la réalisation de la maison des consuls dans une fourchette chronologique s'étendant entre 1535 et 1540. La datation a conduit M. Hervé Pinoteau à écrire que les deux écus représentés avec celui de François Ier seraient ceux du duc de Vendôme et Charles de France, 3e fils de François Ier sans qu'on ait déterminé les raisons de leur présence sur cette maison.

## Description
L'édifice est composé de quatre logis et d'une cour intérieure.

## Protection
La Maison des Consuls est classée au titre des monuments historiques en 1862.